# Kanton Calvi
Kanton Calvi (francouzsky Canton de Calvi) je francouzský kanton v departementu Haute-Corse v regionu Korsika. Tvoří ho 2 obce.

## Obce kantonu
- Calvi
- Lumio